# Буда (Черновицкая область)
Буда (укр. Буда) — село в Магальской сельской общине Черновицкого района Черновицкой области Украины.
До 2020 года входило в Новоселицкий район
Население по переписи 2001 года составляло 1452 человека. Почтовый индекс — 60314. Телефонный код — 803733. Код КОАТУУ — 7323083602.